# Bajocco

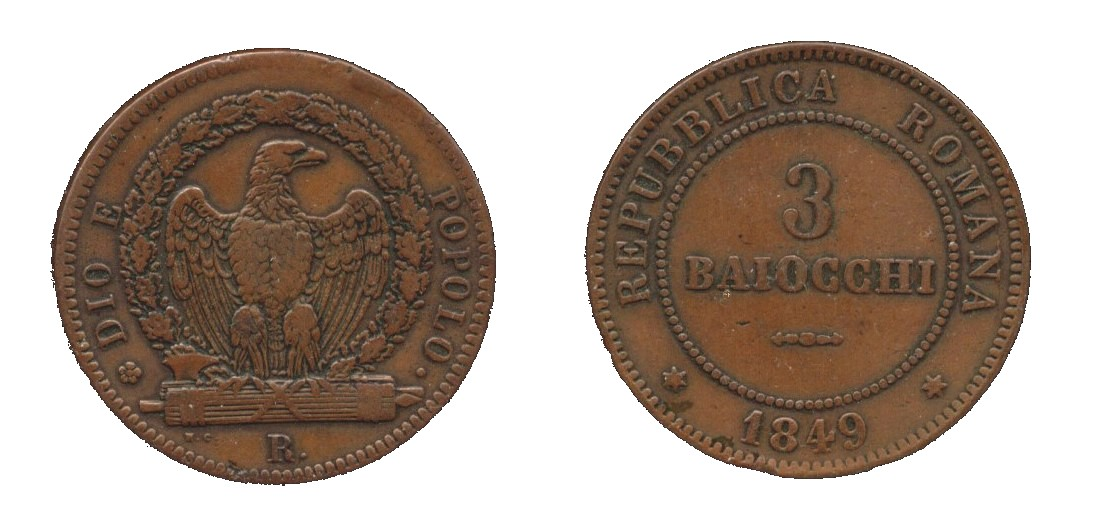
República Romana (1849).

Bajocco o baiocco era el nombre que recibía una moneda de los Estados Pontificios que circuló entre 1592 y 1867.
La moneda era de cobre, con un peso de 12 gramos y era equivalente a 1/10 de julio o 1/100 de escudo. En Las Marcas recibía el nombre de bolognino.
En Sicilia, el bajocco era de 2 granos, que correspondía a un grano de Nápoles.
- Datos: Q804170
- Multimedia: Baiocco / Q804170